# Michael Leuckart
Michael Günther Leuckart  (* September 1710; anderes Geburtsjahr 1712 in Stolberg; † 22. April 1792 in Helmstedt) war ein deutscher Buchdrucker.

## Leben
Michael Leuckart war der Sohn von Gottfried Christoph Leuckart (* 17. September 1682 in Frankenhausen; † 25. Oktober 1726 in Stolberg), Amtmann und dessen Ehefrau Clara Johanna, geb. Rothmaler (* 24. März 1687 in Stolberg; † 18. September 1728 ebenda).
Er erhielt seine Ausbildung zum Buchdrucker bei Johann Christoph Ehrhardt in Stolberg und verschenkte 1729 beim Buchdrucker Georg Andreas Müller in Erfurt sein Postulat, das heißt die Aufnahme durch Deposition in den Gesellenstand nach Entrichtung einer finanziellen Leistung.
Von 1736 bis 1739 leitete er die Druckerei von Sebastian Buchholtz († 1730 oder 1731) in Helmstedt und heiratete in dieser Zeit im März 1737 dessen jüngste Tochter. Im November 1739 wurde er Eigentümer der Offizin und verbesserte und vergrößerte das Geschäft durch den Kauf der seit 1730 bestehenden, jedoch in Konkurs geratenen Druckerei Officina Drimborniana von Johann Drimborn. In der Ausstattung der Druckerei mit zwei Pressen befanden sich neben den gewöhnlichen deutschen, lateinischen, griechischen und hebräischen Schriften auch syrische und arabische Typen sowie die von dem früher in Braunschweig wohnhaften Schriftgießer Johann Heinrich Ludolf Stemler für ein Werk des Abtes Anton August Heinrich Lichtenstein geschnittenen Keil-Lettern.
Er druckte nun namentlich für auswärtige Buchhandlungen und war der erste Besitzer dieser seit 1661 bestehenden Druckerei, der zum Helmstedter Ratsbuchdrucker und Ratsherr ernannt wurde.
1782 nahm Michael Leuckart seinen ältesten Sohn Sigmund Christian David Leuckart († 1826) als Teilhaber in das Geschäft auf, der das Geschäft bis 1814 alleine weiterführte und dann wiederum seinen eigenen Sohn Johann Rudolph Gottfried († 1840) mit in die Geschäftsleitung nahm; sein anderer Sohn Friedrich Leuckart wurde ein Mediziner, Zoologe und Naturforscher.
Der Sohn von Johann Rudolph Gottfried Leuckart, Rudolf Leuckart, war der Begründer der Parasitologie.
Ein weiterer Sohn von Michael Leuckart war Franz Ernst Christoph Leuckart (* 21. März 1748 in Helmstedt; † 9. Februar 1817 in Breslau), der in Breslau den Musikverlag F. E. C. Leuckart Verlag gründete.